# Nainpur
Nainpur är en ort i Indien.   Den ligger i distriktet Mandla och delstaten Madhya Pradesh, i den centrala delen av landet, 700 km söder om huvudstaden New Delhi. Nainpur ligger 448 meter över havet och antalet invånare är 22 336.
Terrängen runt Nainpur är platt. Runt Nainpur är det ganska tätbefolkat, med 108 invånare per kvadratkilometer. Det finns inga andra samhällen i närheten. I omgivningarna runt Nainpur växer huvudsakligen savannskog.